# 名越佳代
名越 佳代（なごし かよ、1981年5月24日 - ）は、日本の女優。大阪府出身。アールジュー所属。

## 出演

### テレビドラマ
- 新宿セブン（2017年、テレビ東京） - ナベの妻 役
- BS笑点ドラマスペシャル 桂歌丸（2017年、BS日テレ）
- 山女日記（2017年、日本テレビ）
- 検事・朝日奈耀子19（2017年、テレビ朝日）
- 定年女子（2017年、NHK） - CSR課社員 役
- 黒革の手帖（2017年、テレビ朝日） - ホステス 役
- 孤独のグルメ（テレビ東京）
  - season6 第11話（2017年6月24日） - 主婦客(1) 役
  - season8 第1話（2019年10月5日） - 客 役
- 緊急取調室2（2017年、テレビ朝日）第8話・第9話 - 記者 役
- NHK スペシャル大江戸（2017年、NHK） - 夜鷹の女 役
- 越路吹雪物語 （2018年、テレビ朝日） - 面接官 役
- 都庁爆破!（2017年、TBSテレビ） - 人質 役
- 相棒（テレビ朝日）
  - season16（2017年) 第17話 - 滝川の妻 役
  - season18（2019年) 7話 - 伊丹の婚活相手 役
- BS時代劇鳴門秘帖（2017年、NHK-BS） - 弦之丞の母 役
- レンタルなんもしない人（2020年、テレビ東京）4話 - 市役所職員 役
- じゃない方の彼女（2021年、テレビ東京） - 講師 役（レギュラー）
- 東京03 in UNDERDOGS（2021年、BSフジ） - ヤマトの母 役
- 春の呪い（2021年、テレビ東京）2話・4話 - 看護師 役
- 半径5メートル（2021年、NHK）5話 - 記者 役
- インフルエンス（2021年、WOWOW）2話・3話 - 家庭科教師 役
- 警視庁強行犯係 樋口顕（2021年、テレビ東京）1話 - 女詐欺師 役
- 東京地検の男（2021年、テレビ朝日）
- 嫌われ監察官 音無一六（2022年、テレビ東京）第5話 - 三好由美 役
- シッコウ!!〜犬と私と執行官〜（2023年、テレビ朝日）第2話 - 千住潤子 役
- 約束 〜16年目の真実〜 第6話（2024年5月16日、読売テレビ・日本テレビ系） - 記者 役[1]
- ACMA:GAME 第8話（2024年5月26日、日本テレビ） - 潜夜の母 役[2]

### 再現ドラマなど
- LIFE!〜人生に捧げるコント〜（2017年、NHK）
- オンナたちの分岐点（2017年、フジテレビ）再現VTR - 主演
- ザ!世界仰天ニュース（2018年、日本テレビ）再現VTR
- 水曜日のダウンタウン（2018年、TBS） - 先輩女優役 仕掛け人
- 夢なら醒めないで（2018年、TBS）再現VTR - 披露宴司会者 役
- ボンビーガール（2019年、日本テレビ）再現VTR - 須田亜香里の母親役
- ぐるぐるナインティナイン（2019年、日本テレビ）再現VTR - GACKTの教師役・岡村隆史の母親役
- 世界一受けたい授業（2020年、日本テレビ）「息子がいじめの加害者に?」再現VTR主演

### 映画
- 人間失格 太宰治と3人の女たち（2019年） - 娼婦 役

### 舞台
- 劇団虚幻癖「クライングメビウス」出演（2017年2月）
- 演劇企画ハッピー圏外「幕末!天命、投げ売りのクマさん(再演)」出演（2016年4月）
- 演劇企画ハッピー圏外 「幕末!天命、投げ売りのクマさん」出演（2015年4月）
- Oi-SCALE企画公演「オムニバスofOiOivol4～our favorite movies～」出演（2014年5月）
- 演劇企画ハッピー圏外「ぼくたちの学校」出演（2014年11月）
- ポムカンパニー番外公演「水底」出演（2013年5月）
- ポムカンパニー企画公演 ポムニバス「寿歌」出演・方言指導（2013年7月）
- 演劇企画ハッピー圏外「君がいく先に 光がさすように」出演（2013年11月）
- 劇団ナイスコンプレックス「ワチャゴナドゥ」出演（2012年7月）
- てにどう「てにどう祭」出演（2011年4月）
- てにどう「てにどう夏祭」出演（2011年7月）
- てにどう「憂鬱先生」出演（2010年6月）
- 劇団DMF「SLeeVe RefRain 」出演（2008年3月）
- :apua mode planning:「下井津ﾋﾞﾙ(仮)－街の何処かに、こんなﾋﾞﾙ－」出演（2007年5月）
- tri-be factry「自分症候群」出演（2006年9月）
- Team Good Speed「想夏のカケラ」出演（2006年11月）